# 백곡서원 (경북)
백곡서원 (경북)(柏谷書院)은 대한민국 경상북도 경산시에 위치한 조선 시대의 서원이다. 1938년에 창건되었으며, 허응길을 제향하고 있다.